# امیرت توازرا
امیرت توازرا یک منطقهٔ مسکونی در تونس است که در استان منستیر واقع شده‌است.